# Dichlor(cyklookta-1,5-dien)platina
Dichlor(cyklookta-1,5-dien)platina (Pt(cod)Cl2) je organokovová sloučenina platiny, komplex cyklookta-1,5-dienu. Používá se na přípravu dalších sloučenin platiny náhradou cyklooktadienových a/nebo chloridových ligandů jinými.
Dichlor(cyklookta-1,5-dien)platina se připravuje reakcí tetrachloroplatnatanu draselného s dienem:
K2PtCl4 + C8H12 → PtCl2C8H12 + 2 KCl
Rentgenovou krystalografií bylo zjištěno, že má tento komplex čtvercový rovinný tvar.